# Manewr w rejonie celu
Manewr w rejonie celu – zorganizowane przemieszczenie statku powietrznego (lub grupy statków powietrznych) w przestrzeni powietrznej co do kierunku, prędkości i wysokości lotu dla stworzenia najwygodniejszej i najkorzystniejszej sytuacji wyjścia na cel i skutecznego zaatakowania lub pokonania.